# Saison 1 de Camping Paradis
 (avril 2020).
Si vous disposez d'ouvrages ou d'articles de référence ou si vous connaissez des sites web de qualité traitant du thème abordé ici, merci de compléter l'article en donnant les références utiles à sa vérifiabilité et en les liant à la section « Notes et références ».
 (avril 2020).
Chronologie
Saison 2
Cet article présente les épisodes de la première saison de la série télévisée Camping Paradis.

## Distribution

### Acteurs principaux
- Laurent Ournac : Tom Delormes, le propriétaire du camping
- Princess Erika : Rosy ,la responsable de l'accueil
- Jennifer Lauret : Ariane Leroy, petite amie de Tom et kiné au sein du camping
- Patrick Guérineau : Xavier Proteau, barman
- Géraldine Lapalus : Amandine Joubert-Garnier, responsable des sports
- Thierry Heckendorn : André Durieux (épisodes 1 et 4 à 7), responsable de la maintenance
- Olivier Saladin : André Durieux (épisodes 2 et 3), responsable de la maintenance

### Acteurs récurrents
- Barbara Probst : Elsa, petite sœur de Tom Delormes (épisodes 1-3, 5 et 7),
- Julien Cafaro : Hervé (épisodes 1-4), petit ami de Jean-Pi
- Christian Pereira : Jean-Pierre (épisodes 1-4), petit ami d'Hervé
- Jean-Pierre Bouvier : Clément Leroy, le père d'Ariane (épisodes 4 et 7)
- Alexandra Vandernoot : Françoise Leroy, la mère d'Ariane (épisodes 4 et 7)
- Patrick Paroux : M. Parizot (épisodes 4 et 7), vacancier grincheux
- Alexandre Thibault : Mathieu, directeur du Camping Beau Rivage (épisode 6)

## Liste des épisodes

### Épisode 1:Camping Paradis
- France : 22 novembre 2006 sur TF1

- France : 9,10 millions de téléspectateurs (première diffusion)

- Pierre Boulanger : David
- Pierre-Arnaud Juin : Simon
- Catherine Wilkening : Isabelle
- Babsie Steger : Laura
- Elvire Mellière : Émilie
- Agnès Soral : Béatrice
- José Paul : Benoît
- Matila Malliarakis : Yann
- Claude Sesé : Garnier

- Cet épisode est le premier épisode dans lequel apparaissent Tom, Ariane, Amandine, Rosy, Elsa, Xavier, André, Hervé et Jean-Pi.
- Le générique de fin est très différent. Les acteurs, tous autant qu'ils sont, chantent "Allons au camping Paradis" et dansent sur la plage. Le générique de début présente les acteurs à froid, c'est-à-dire en ne montrant que les noms à l'écran.
- Pierre Arnaud Juin joue aussi dans "Western Camping".
- Cet épisode est diffusé un mercredi. Par la suite, la série occupera la tranche horaire du lundi soir, avec parfois, quelques diffusions le mardi soir.

### Épisode 2:Lorsque l’enfant paraît
- France : 25 février 2008 sur TF1

- France : 7,20 millions de téléspectateurs (28,4 % de part de marché)[1] (première diffusion)

- Elvire Mellière : Émilie
- Cécile Bois : Julie
- Bruno Debrandt : Mathis
- Arièle Semenoff : Mathilde, l'ex-femme de Jean-Pi
- Sébastien Gallucci : Tristan, le fils de Jean-Pi
- Alice Renaud : Claire, la fiancée de Tristan
- Lizzie Brocheré : Babette
- Lionel Lingelser : Vincent Belcourt
- Pierre Laplace : le père Belcourt
- Julien Héteau : Pierre, le père de Julien
- Patrick Hauthier : Laurent Moreau
- Nathalie Boileau : Chantal
- Marie-Noëlle Terracol : La campeuse 1
- Olivia Lancelot : La campeuse 2
- Sébastien Boissavit : Le campeur 1
- Pierre Renverseau : Le campeur 2
- Gabrielle et Cyriac Gabillaud : Julien

- Cet épisode est le premier épisode dans lequel Thierry Heckendorn est absent. Le rôle d'André est repris ici par Olivier Saladin.
- Arièle Séménoff joue aussi dans « Les mots du cœur ».

### Épisode 3:L’Oncle d’Amérique
- France : 19 janvier 2009 sur TF1

- France : 6,70 millions de téléspectateurs (26,2 %)[2] (première diffusion)

- Florence Maury : Marie
- Guillaume de Tonquédec : Paul
- Mario Pecqueur : Gaspard
- Flora Djien : Gloria
- Gil Alma : Marcus Carpeloti
- Chantal Ladesou : Odette, la tante de Tom et Elsa
- Léo Drouillet : Mathis
- Tom Drouillet : Léo
- Morgane Metaireau : Naomy
- Emmanuel Laguerre : Victor
- Claude Sesé : Mr Mulot
- Franck Beckmann : Martigues
- Thomas Blanchet : Merignac
- Pierre Renverseau : Le campeur
- Daniel Duperat : Le fils du campeur
- David Pougnaud-Barillon : Le médecin
- Anne Tappon : La femme de ménage de l'agence de location

- Cet épisode est le deuxième et dernier dans lequel Thierry Heckendorn ne figure pas. Mais lui et Mario Pecqueur (Gaspard) ont joué dans "Une nounou pas comme les autres" avec Mimie Mathy.  Le rôle d'André est repris par Olivier Saladin.
- Gil Alma joue aussi dans "Une éclipse au camping".
- Les parents de Tom s'appellent Jean et Catherine dans cet épisode, mais ils s'appellent Michel et Jacqueline dans "Trou de mémoire" et Patrick et Marie dans "Cette année-là".
- Tom et son équipe improvisent une reprise du "Lundi au soleil" de Claude François, en karaoké.

### Épisode 4:Baignade interdite
- France : 7 septembre 2009 sur TF1

- France : 6,39 millions de téléspectateurs (25,7 %)[3] (première diffusion)

- Isabelle Bouysse : Sophie
- Emeline Sannier : Lilas
- Olivier Mag : Alexandre Friez
- Carole Brenner : Mme Parizot
- Alexandra Vandernoot : Françoise Leroy
- François Cottrelle : Le chef Morins
- Olivier le Dauphin : Le gendarme Débonnaire
- Piero Brichese : Le gendarme
- Francis Darmon : Le garde-côte 1
- Simon Gillet : Le garde-côte 2
- Liina Brunelle : La jolie suédoise
- Jacques Germain : L'homme au volant
- Michel Bellier : Le campeur en colère

- Cet épisode est le premier épisode dans lequel apparaissent les parents d'Ariane ainsi que M Parizot dont le prénom n'est ici pas évoqué.
- C'est l'unique épisode où on voit Madame Parizot et Joker le chien.
- Parizot apprend de la part de Tom que cette année, ses amis sont venus en juillet. On peut supposer que l'épisode se passe au moins au mois d'août, mais dans la saison 4, il se présente comme un juilletiste de père en fils.
- Christian Pereira ne reprendra pas son rôle de Jean-Pi dans la saison 2, laissant à Gérard Chaillou le soin de lui succéder. Mais Thierry Heckendorn et Christian Pereira ont déjà joué ensemble dans "Poltergay".

### Épisode 5:Trois étoiles au camping
- France : 23 novembre 2009 sur TF1

- France : 7,61 millions de téléspectateurs (29 %)[4] (première diffusion)

- Roland Magdane : Antoine Belcier
- Anne Caillon : Stéphanie Moreau
- Michel Scotto di Carlo : Olivier Moreau
- Marius Larrivé : Kévin
- Adboulaye Dembele : Momo
- Sonia Amori : Samira
- Julien Cigana : Luc
- Gabriella Ostier : Laura
- Jemima West : Shirley
- Vincent Audat : Le maire
- Olivier le Dauphin : Le gendarme Débonnaire
- Piero Brichese : Le gendarme
- Pascale Karamazov : La guichetière

- Cet épisode est le premier épisode dans lequel on entend la Fiesta Boom Boom durant le générique de début et il s'agit du premier épisode dans lequel les acteurs défilent au générique avec leur nom à côté de leur portrait. Pour autant, la Fiesta Boom Boom ne sera mise en avant qu'à partir de l'épisode suivant.
- Il s'agit de la première participation à la série pour Anne Caillon et Michel Scotto Di Carlo qui joueront ensuite respectivement dans "Cœur à cœur" et "Retrouvailles au camping". Les deux acteurs ont également participé au film "Le Dirlo" sans interagir directement.
- Cet épisode est le premier épisode dans lequel une animation figure au camping.
- Les personnalités des membres de l'équipe sont très différentes dans cet épisode. Les membres ne sont pas tous en uniforme, Xavier est beaucoup plus tatillon sur les honoraires que les clients doivent régler et André est beaucoup plus strict (lorsqu'il doit surveiller Kévin).

### Épisode 6:Coup de vent sur le camping
- France : 1er février 2010 sur TF1

- France : 7,61 millions de téléspectateurs (29,1 %)[5] (première diffusion)

- Sébastien Knafo : Yvan Legrand
- Audrey Looten : Charlotte Legrand
- Nathan Georgelin : Lucas Legrand
- Élizabeth Bourgine : Catherine Legrand
- Riton Liebman : Stéphane Richet
- Carole Richert : Rachel Richet
- Alexandre Thibault : Mathieu
- Ginette Garcin : Geneviève
- Caroline Bal : Carole
- Caroline Méry : Candice
- Jean-Christophe Brétignière : Alain
- Nicolas Mery : Le jeune
- Jean Vincentelli : Mr Vallat
- Matthieu Albertini : Mr Imbert

- C'est le premier épisode dans lequel apparaît Mathieu, le directeur du camping Beau Rivage. Il réapparaît dans la saison 2 puis dans la saison 6.
- Audrey Looten et Carole Richert rejoueront dans "Les mots du cœur" et "Réunions de famille".
- Il s'agit du premier épisode dans lequel les Miss Camping sont à l'honneur.
- Thierry Heckendorn , Ginette Garcin et Sébastien Knafo avaient joué dans la série "Père et Maire" au côté de Christian Rauth

### Épisode 7:Le Plus Beau Jour de leur vie
- France : 26 avril 2010 sur TF1

- France : 7,88 millions de téléspectateurs (31,9 %)[6] (première diffusion)

- Catherine Demaiffe : Amélie
- Isaure de Grandcourt : Clara Vendôme
- Julie Judd : Nelly Vendôme
- Anthony Bastié : Philippe Vendôme
- Clément Bouquet : Julien
- Isabelle Pancol : Flora

- Catherine Demaiffe joue aussi dans l'épisode « Notre Belle Famille ».
- Parizot revient au camping, mais cette fois en tant que divorcé.